# Аврамов Іван Борисович
Іван Борисович Авра́мов (Абрамов) (*1802 — †17 вересня (29 вересня) 1840) — декабрист, військовик, підприємець.

## Біографічні дані
Іван Борисович Аврамов народився 1802 року. Походив із дворян Тульської губернії. Батько — відставний поручик Борис Іванович Аврамов. Мати — Єлизавета Андріївна Кислинська.
Освіту здобував удома, потім у Тульскому пансіоні та  Московському училищі колонновожатих. 1818 року Аврамова прийняли на службу до імператорського почту (з квартирмейстерської частини). 1819 року отримав звання прапорщика і дістав призначення до 2-ї армії, де проводив топографічну зйомку Подільської губернії. 1822 року за виконання цієї зйомки Аврамова нагородили орденом святої Анни 4-го ступеня.
1825 року отримав звання поручика квартирмейстерської частини і був прикомандирований до головної квартири 2-ї армії в містечку Тульчин.
1823 року став членом Південного товариства. 14 січня (26 січня) 1826 року був заарештований і ув'язнений у Петропавловську фортецю, де утримувався від 22 січня (3 лютого) 1826 року до 15 лютого (27 лютого) 1827 року. Засуджено за сьомим розрядом, конфірмований на дволітню каторгу (згодом термін скоротили до року).
Від весни 1827 року перебував у Читинському острозі. Наступного року Аврамова перевели на поселення до Туруханська (нині Красноярський край Російської Федерації). Від 1831 року займався торгівлею (разом із М. Лісовським).
Помер 17 вересня (29 вересня) 1840 року в селі Осиповка (Осиповськ) Анциферовської волості Єнісейської губернії.